# Museumhof
Het Museumhof (ook bekend als het Voormalig universiteitsgebouw Werktuigbouwkunde) is een appartementencomplex in de plaats Delft, in de Nederlandse provincie Zuid-Holland. Het complex is een voormalig universiteitsgebouw van de TU Delft en een rijksmonument. 

## Geschiedenis
Het gebouw werd gebouwd voor de faculteit Werktuigbouwkunde en was gereed in 1911, naar ontwerp van rijksbouwmeester J.A.W. Vrijman. Het gebouw bevatte onder meer collegezalen, de kabinetten van hoogleraren en assistenten en de bibliotheek. In 1921 werd de westelijke vleugel uitgebreid met een vierde verdieping en werd een hulpgebouw voor aero- en hydrodynamica opgetrokken. In 1942 werd op de middenvleugel een vierde verdieping toegevoegd. In de tweede helft van de jaren vijftig verhuisde de afdeling naar een nieuw gebouw aan de Mekelweg. 
In de jaren negentig van de twintigste eeuw is het universiteitsgebouw verbouwd tot appartementencomplex. Hierbij heeft het hoofdvolume wijzigingen ondergaan.

## Omschrijving
Het universiteitsgebouw is opgetrokken vanuit een samengestelde plattegrond, die zich laat lezen als een E, waarvan de rug aan de Nieuwelaan ligt en waarvan de oostelijke poot ook E-vormig is. Aan de westelijk poot bevindt zich op de noordoosthoek een torenvolume. Over de lengte van de gevel aan de westzijde bevindt zich een serre.

## Waardering
Het voormalige universiteitsgebouw van Werktuigbouwkunde aan de Nieuwelaan uit 1905-1911 van architect Vrijman is van algemeen belang vanwege de cultuur- en architectuurhistorische waarde - als historisch-functioneel onderdeel van het complex Werktuigbouwkunde van de Technische Universiteit, als voorbeeld van de Neo-Renaissance, vanwege de plaats die het inneemt in het oeuvre van Vrijman en vanwege de hoofdvorm, het materiaalgebruik en de detaillering en de redelijke mate van gaafheid daarvan. Het heeft stedenbouwkundige waarde vanwege de beeldbepalende ligging aan de Nieuwelaan en de Ezelsveldlaan en de ruimtelijk-functionele en visuele relatie met de omringende bebouwing, zowel van het complex als de overige voormalige gebouwen van de Technische Universiteit.